# هرتا مارکس آیرتون
فیبی سارا هرتا آیرتون (به انگلیسی: Phoebe Sarah Hertha Ayrton؛ ۲۸ مارس ۱۸۵۴ – ۲۳ اوت ۱۹۲۳) مهندس، ریاضیدان، فیزیکدان و مخترع اهل بریتانیا بود که به نام هرتا آیرتون (به انگلیسی: Hertha Marks Ayrton) شناخته شده است.
مدال هیوز توسط انجمن سلطنتی لندن برای کار بر روی قوس الکتریکی و امواج در شن و آب به او اهدا شد.
در ۲۸ آوریل ۲۰۱۶، موتور جستجوی گوگل ۱۶۲مین سالگرد تولد او را با تغییر لوگوی گوگل دودل در صفحهٔ اصلی خود گرامی‌داشت.